# Tunjeli (província)
Tunjeli (em turco: Tunceli) é uma província do centro-leste da Turquia, com capital na cidade homónima, situada na região da Anatólia Oriental e no chamado Curdistão turco. Tem 7 582 km² de área e em dezembro de 2021 tinha 83 645 habitantes (densidade: 11 hab./km²).
| Províncias adjacentes à de Tunjeli |           |        |
| Erzinjane                          | Erzinjane | Bingol |
| Erzinjane                          |           | Bingol |
| Elaze                              | Elaze     | Elaze  |

A província está subdividida nos seguintes distritos:
- Çemişgezek
- Cozate (Hozat)
- Mazguirte
- Nazımiye
- Ovacık
- Perteque (Pertek)
- Pülümür
- Tunjeli (Tunceli)